# John Nelder
John Ashworth Nelder FRS (Dulverton, 8 de outubro de 1924 — Luton, 7 de agosto de 2010) foi um estatístico britânico.
Reconhecido por suas contribuições ao projeto experimental, análise de variância e estatística computacional.